# Achudemia insignis
Achudemia insignis là loài thực vật có hoa trong họ Tầm ma. Loài này được Migo mô tả khoa học đầu tiên năm 1935.